# Sagan om...
Sagan om (även Sagan om den snarkade Törnrosa och 14 andra älskade sagor) är en svensk barnserie från 1998 som visats som repris på TV4 2002. Serien är baserad på Bröderna Grimms klassiska sagor, men berättas i en något annorlunda version med inslag av metahumor och vuxenskämt. Regisserad av Fredde Granberg som även skrivit manus tillsammans med Johan Petersson. Serien gavs ut på DVD 2003. Berättarröst av Fredde Granberg som baserade den på Hans Lindgrens uppläsning av Tjuren Ferdinand.

## Medverkande
| Fredde Granberg             | – Sagofarbrorn / Finska anden / Jätten Sven / Stålmannen |
| Mikael Riesebeck            | – Bruno / Bröderna Björn / Den fejkade Svinaherden / Fe 13 / Fågelskräddaren / Gubben / Jöns / Kung Trastskägg / Pojken / Påmmperripåssa / Spegeln / Staffan / Styvsyrra 2 |
| Paul Tilly                  | – Datanörd 1 / Frans / Mamma Ögonlock / Morsan / Polare 2 / Postis / Prins Pipi / Prinsen / Regn / Roger / Ruskigt oväder / Styvsyrra 2 / Tvättrådgiverskan                |
| Johan Petersson             | – Bengt / Bert-Åke Varg / Bröderna Björn / Farsan / Grodmannen / Hovmarskalken / Jägaren / Micke Rävström / Prinsen / Trollkarlen                                          |
| Fia Alfredson               | – Den Jättefeta Jättefen / Guldlock / Häxan / Mästerkatten / Prinsessan / Snövit / Styvmorsan; god fe / Tonårsprinsessan / Törnrosa                                        |
| Bengt Carlsson              | – Bröderna Björn / Datanörd 2 / Farsan / Hasse / Mjölnaren / Mormor / Olle i gruvan / Prinsen                                                                              |
| Anna Rydgren                | – Drottningen / Askungen / Frugan / Mamman / Pojkens mamma / Rödluvan |
| Örjan Hamrin                | – Kungen / Kejsaren / Pappa Toalock |
| Christine Meltzer           | – Fe 12 / Lena / Polare 1 / Prinsessan / Prinsessan Fifi |
| Marko ”Markoolio” Lehtosalo | – Blåst / Discodansare |
| Peter Settman               | – Sverker Olofsson |
| Tomas Zolantin              | – Prästen |

## Sagorna i serien
Sagan om:
- Den snarkande Törnrosa[1] – visad 2002
- Fiskaren och mannen i våtdräkt[2] – visad 2002
- Hasse och Greta[3] – visad 2002
- Guldlock och de tre bröderna Björn[4] – visad 2002
- Askungen och styvsyrrorna[5][6] – visad 2002 och 2006
- Pojken och jätten Sven[7] – visad 2002
- 3 små smutsgrisar[8] – visad 2002
- Mästerkatten i högklackat[9] – visad 2002
- Snövit och de sju lagerarbetarna[10] – visad 2002
- Den elaka Påmperripåssa[11][12] (Den elaka och felstavade påmperripåssa på DVD:n) – visad 2002 och 2006
- Rödluvan och Bert-Åke Varg[13][14] – visad 2002 och 2006
- Kung Trastskägg och tonårsprinsessan[15][16] (Kung Trastskägg och tonårsprinsessan på DVD:n) – visad 2002 och 2006
- Discokungens nya kläder[17][18] – visad 2002 och 2006
- Den finska anden i flaskan[19] – visad 2002 och 2006